# 1980년 하계 올림픽 알제리 선수단
1980년 하계 올림픽 알제리 선수단은 소비에트 연방 모스크바에서 개최된 1980년 하계 올림픽에 참가한 올림픽 알제리 선수단이다.

## 육상

### 남자
트랙 / 도로 경기
| 선수 | 세부 종목 | 1차 예선 | 1차 예선 | 2차 예선 | 2차 예선 | 준결선 | 준결선 | 결선 | 결선      |
| 선수 | 세부 종목 | 기록     | 순위     | 기록     | 순위     | 기록   | 순위   | 기록 | 최종 순위 |

필드 경기
| 선수          | 세부 종목 | 예선 | 예선 | 결선      | 결선      |
| 선수          | 세부 종목 | 기록 | 순위 | 기록      | 최종 순위 |
| 아브델 사힐   | 높이뛰기  | 2.18 | 21   | 진출 실패 | 진출 실패 |
| 오트마네 벨파 | 높이뛰기  | 2.05 | 28   | 진출 실패 | 진출 실패 |

### 여자
트랙 / 도로 경기
| 선수 | 세부 종목 | 1차 예선 | 1차 예선 | 2차 예선 | 2차 예선 | 준결선 | 준결선 | 결선 | 결선      |
| 선수 | 세부 종목 | 기록     | 순위     | 기록     | 순위     | 기록   | 순위   | 기록 | 최종 순위 |

필드 경기
| 선수 | 세부 종목 | 예선 | 예선 | 결선 | 결선      |
| 선수 | 세부 종목 | 기록 | 순위 | 기록 | 최종 순위 |

## 참고 자료
- (영어) “Algeria at the 1980 Moskva Summer Games”. SR/Olympic Sports. 2016년 3월 4일에 원본 문서에서 보존된 문서. 2011년 10월 6일에 확인함.